# Johannes Seulerus
Johannes Seulerus, född 4 januari 1647 i Vimmerby, Kalmar län, död 14 april 1724 i Björsäters församling, Östergötlands län, var en svensk präst.

## Biografi
Johannes Seulerus föddes 1647 i Vimmerby. Han var son till kyrkoherden Sveno Erici Regnerus och Barbara Fallerius. Seulerus studerade vid gymnasiet och prästvigdes 18 december 1674 till komminister i Ukna församling. Han blev 1685 vice pastor i Björsäters församling och 1689 kyrkoherde i församlingen. Seulerus blev år 1719 blind och avled 14 april 1724 i Björsäters församling. Han begravdes 5 juni samma år av kontraktsprosten Nicolaus Aschanius.

### Familj
Seulerus gifte sig första gången 1 januari 1675 med Karin Zygelius (död 1676). Hon var dotter till kyrkoherden i Ukna församling. Seulerus gifte sig andra gången 1 januari 1679 med Margareta Retzelius. Hon var dotter till kyrkoherden i Odensvi socken. De fick tillsammans barnen Catharina Seulerus som var gift med komministern N. Breman i Björsäters församling, Sophia Seulerus (1686–1735) som var gift med kyrkoherden Jonas Ljungberg i Björsäters församling, Sven Seulerus (1689–1700), Birgitta Seulerus (född 1692), Anna Barbro Seulerus (1694–1700), komministern Magnus Seulerus i Stora Åby församling och komministern Johan Seulerus i Björsäters församling.